# 로이 스미스
로이 스미스 (1990년 4월 19일 ~ )는 코스타리카의 축구 선수이다.

## 통계
| 코스타리카 | 코스타리카 | 코스타리카 |
| 연도       | 출전       | 골         |
| ---------- | ---------- | ---------- |
| 2010       | 2          | 0          |
| 합계       | 2          | 0          |